# JACK Audio Connection Kit
JACK Audio Connection Kit (zkráceně také JACK) je open-source zvukový systém. Jedná se o aplikaci pro zpracování a propojení zvuků v reálném čase, navrženou pro profesionální využití. Nejčastěji je používán ve světě Linuxu.

## Výhody
- Umožňuje využívat více zvukových karet najednou (JACK 1.0)[3]

- Dovoluje propojovat zvuk z různých programů

- Například bez JACKu bychom si mohli jen pouštět hudbu z prohlížeče, JACK ji ale umožňuje rovnou přidávat do programu na úpravu zvuku a my do ní tak můžeme okamžitě například přidávat efekty

- Podporuje MIDI, díky tomu se dá profesionálně využít k přenášení hudebních informací mezi zvukovým zařízením a počítačem nebo jednotlivými zařízeními.[4][5]

- Má nízkou latenci[2]

- Nyní se využívá JACK 2.0. Od JACKu 1.0 se liší tím, že podporuje více procesorů, umožňuje příjemnější připojování a odpojení programů nebo podporuje Windows[3]

## Funkce
JACK je nástroj pro propojení audio programů na počítači a zařízení. Uživatel v něm ovládá spojení jednotlivých programů.
Když JACK běží na počítači, je program spojující programy a zařízení označován jako JACK server, propojené programy se nazývají JACK klienti.
Pro použití JACKu jsou potřeba následující kroky:
1. Zavoláním funkce jack_client_open() se klient připojí k serveru JACK. V závorkách je napsaný například název, vlastnosti, status apod.
2. Následně se registrují porty pro přenos dat.
3. Funkce process callback umožňuje specifikovat, jak mají být data byla přenášena, a jak s nimi chceme pracovat.
4. Funkce jack _activate(client) říká serveru, že je aplikace připravena k přenosu.

JACK také disponuje uživatelsky přívětivějším grafickým rozhraním.
Umožňuje vytvářet směrovací schémata (patchbays) pro definování propojení programů.

## Využití
JACK je oblíbeným nástrojem mezi uživateli Linuxu nebo UNIX-like operačních systémů. Není však omezen pouze na Linux, existují i verze pro jiné operační systémy (Windows, MacOS...).
Uživatelé mohou JACK využívat pro profesionální mixování a vytváření hudby nebo zvukových efektů. Hodí se také hudebníkům využívajícím MIDI zařízení, neboť umožňuje efektivní přenos hudebních informací.
Mezi uživatele se mohou řadit profesionální hudebníci, DJs nebo hudební producenti.